# Wilihof

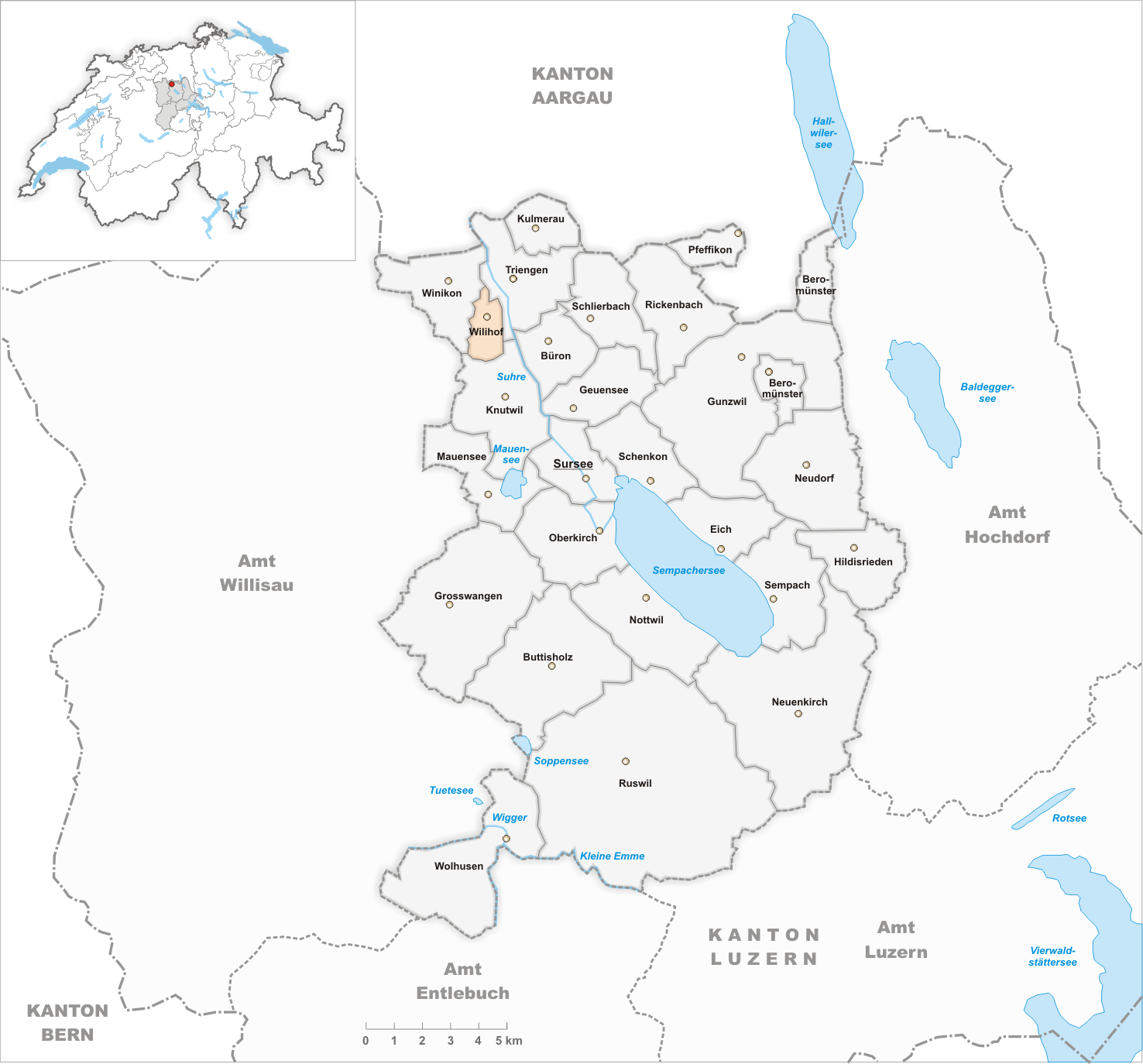
Gemeindestand vor der Fusion am 1. Januar 2005

Wilihof war eine selbständige politische Gemeinde im Wahlkreis Sursee, Kanton Luzern, Schweiz. 2005 fusionierten Wilihof  und die Gemeinde Kulmerau mit der Gemeinde Triengen.

## Bevölkerung
Der Ort ist bis heute ein kleines Bauerndorf geblieben. Die Bevölkerung verringerte sich zwischen 1850 und 1900 um fast 30 %. Bis 1950 wuchs sie stark an und erreichte in der Zeit den historischen Höhepunkt bei etwas über 300 Einwohnern. Danach sank sie wieder unter 300 Einwohner und pendelte zwischen 200 und 300 Einwohnern.
| Bevölkerungsentwicklung | Bevölkerungsentwicklung |
| Jahr                    | Einwohner               |
| ----------------------- | ----------------------- |
| 1850                    | 266                     |
| 1900                    | 192                     |
| 1950                    | 319                     |
| 1970                    | 221                     |
| 1980                    | 204                     |
| 1990                    | 217                     |
| 2000                    | 254                     |